# 2007 en astronautique
Chronologie de l'astronautique
- 2003
- 2004
- 2005
- 2006
- 2007
- 2008
- 2009
- 2010
- 2011

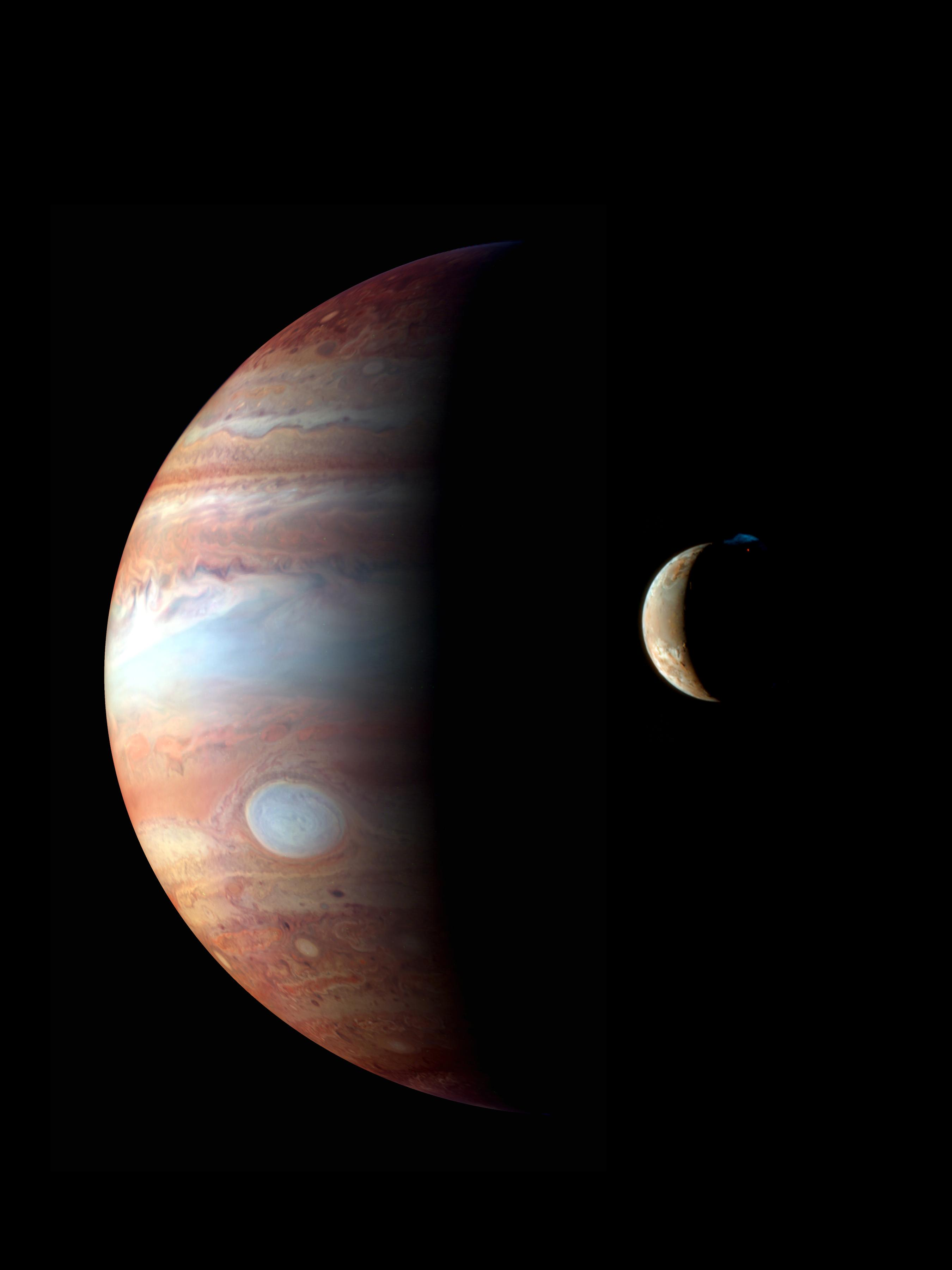
Jupiter et Io photographiés par la sonde New Horizons lors de son survol.

Cette page présente une chronologie des événements qui se sont produits pendant l'année 2007 dans le domaine de l'astronautique.

## Synthèse de l'année 2007

### Sondes spatiales interplanétaires
Plusieurs sondes spatiales sont lancées en 2007. Le 4 août la NASA lance l'atterrisseur Phoenix à destination de Mars. Cet engin doit se poser près du pôle nord de la planète et étudier la composition du sol. Le 7 septembre l'agence spatiale américaine lance la sonde spatiale Dawn qui doit se placer en orbite successivement autour de Vesta et Cérès, les deux principaux corps de la ceinture d'astéroïdes. Dawn utilise des moteurs ioniques qui doivent lui permettre d'accélérer de plus de 10 km/s sur l'ensemble de la mission établissant un nouveau record dans le domaine. L'agence spatiale japonaise lance le 14 septembre l'orbiteur  Kaguya (Selene) vers la Lune. Elle est suivie le 24 octobre par la Chine qui lance sa première sonde spatiale, baptisée Chang'e 1 vers la même destination. Les deux sondes se mettent en orbite autour de la Lune la même année et entament leur programme scientifique.
Certaines sondes spatiales  réalisent une manœuvre d'assistance gravitationnelle pour gagner en vitesse ou modifier leur trajectoire afin d'atteindre leur cible. Le 25 février c'est le cas de la sonde européenne Rosetta qui survole la planète Mars et dont l'objectif final de se placer en orbite autour de la comète Tchourioumov-Guerassimenko en 2014. Le 28 février la sonde New Horizons  à destination de Pluton gagne environ 4 km/s en survolant Jupiter. La sonde spatiale profite de son passage dans le système jovien pour étudier l'atmosphère de la planète géante ainsi que plusieurs satellites. Le 6 juin MESSENGER à destination de la planète Mercure survole   Vénus. Le 13 novembre la sonde Rosetta survole cette fois la Terre tandis que le 31 décembre   la sonde Deep Impact effectue un passage près de notre planète. Enfin la sonde Cassini-Huygens poursuit son exploration du système de Saturne en effectuant une quinzaine de survols de Titan ainsi qu'un survol à basse altitude de Rhéa et de Japet.

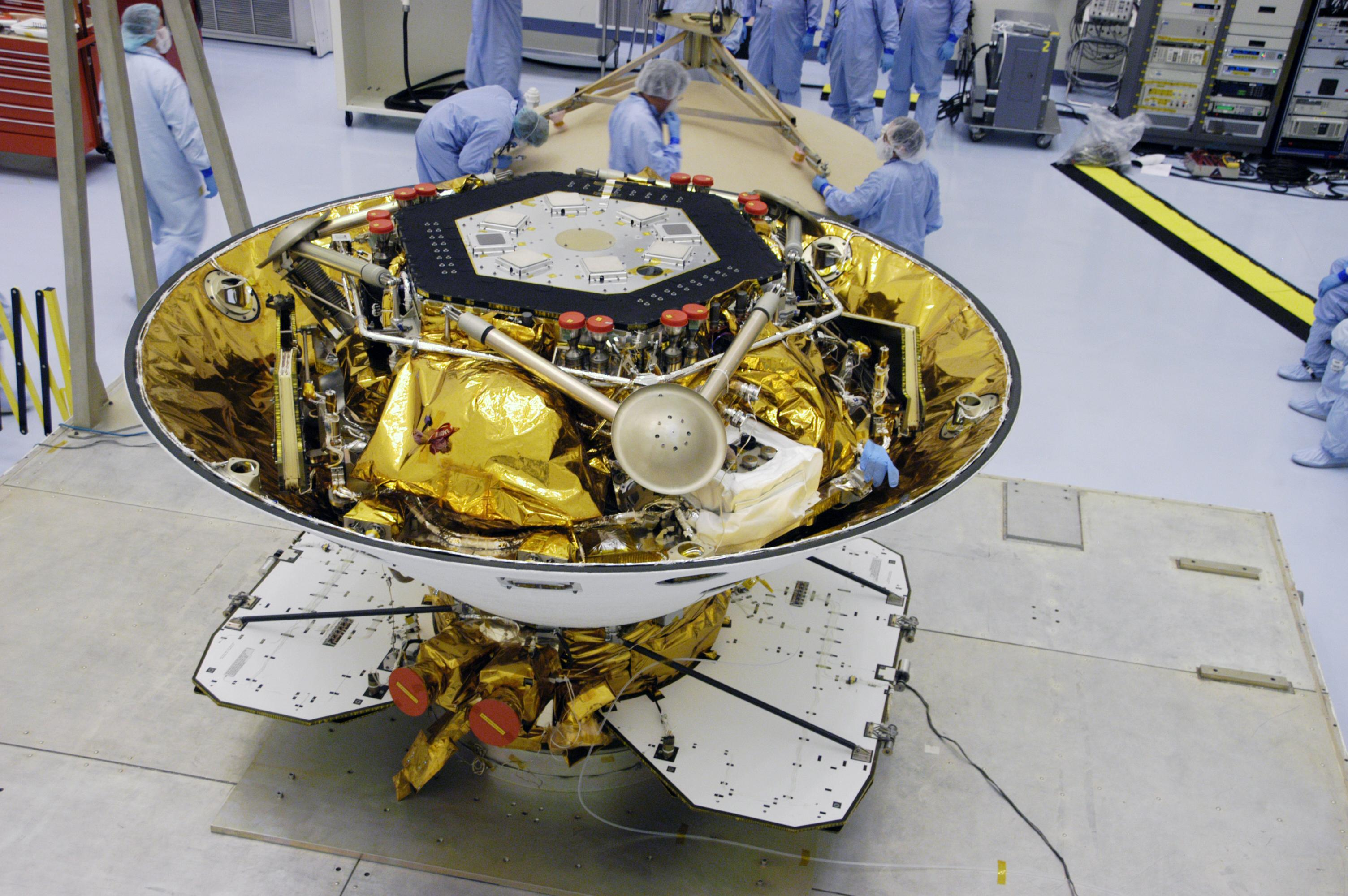
L'atterrisseur martien Phoenix installé dans son bouclier.
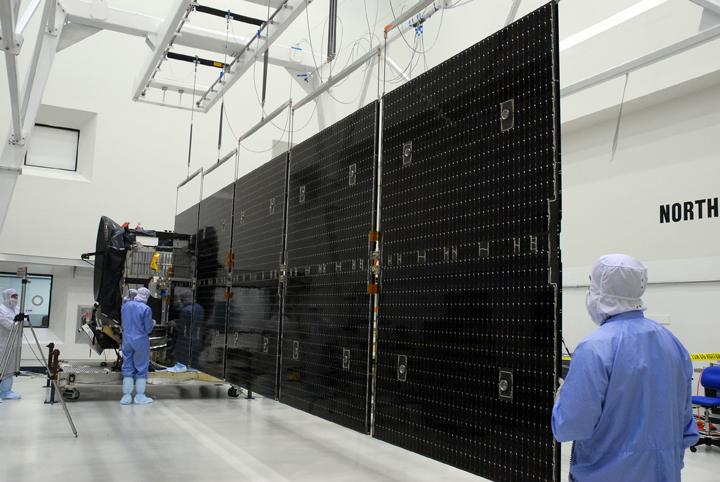
La sonde spatiale Dawn en cours d'assemblage.
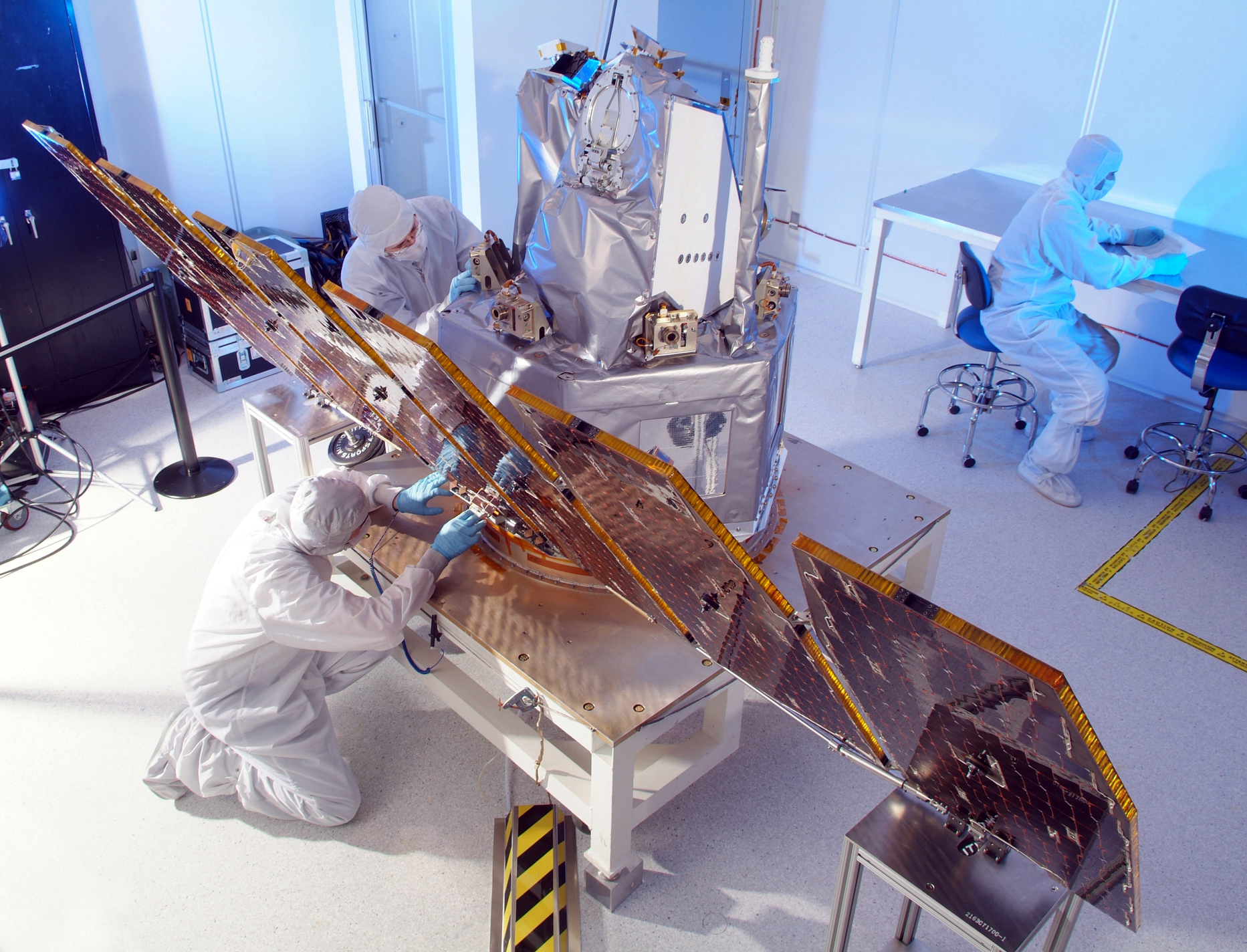
Le satellite scientifique AIM dans une salle blanche.
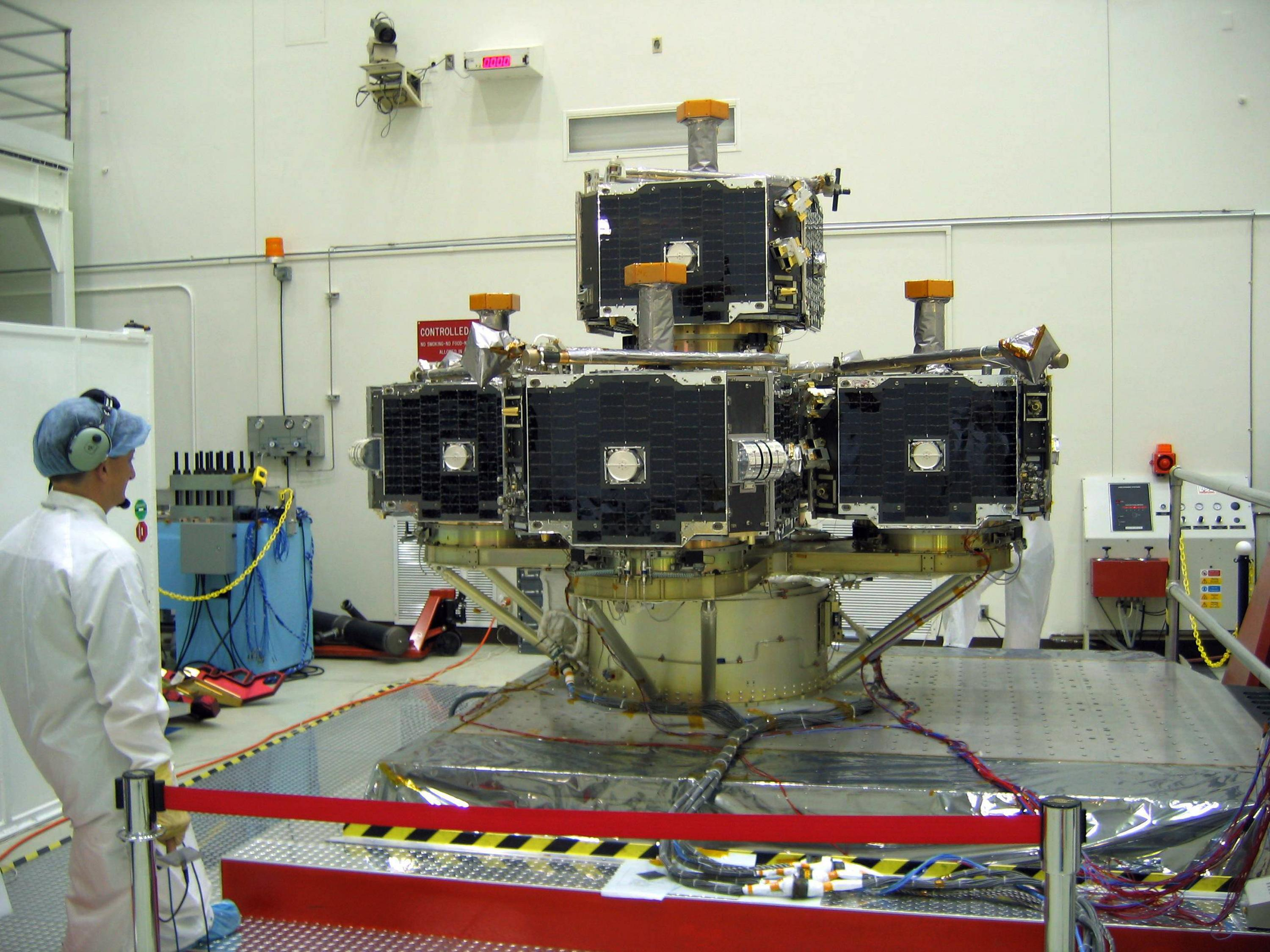
Les cinq satellites THEMIS subissent des tests de résistance aux vibrations.

### Satellites scientifiques
Trois satellites scientifiques sont lancés en 2007. La constellation de satellites THEMIS de la NASA a pour objectif de déterminer le processus physique à l'origine des violentes explosions d'énergie caractérisées par les aurores polaires qui apparaissent dans la magnétosphère terrestre. Le petit observatoire astronomique spatial de l'Agence spatiale italienne lancé le 23 avril observe les rayons gamma ayant une énergie comprise entre 30 MeV et 50 GeV et les rayons X entre 10 et 40 keV émis par différentes sources telles que les centres galactiques actifs et les sursauts gamma. Le 25 avril le petit satellite scientifique AIM de la NASA est lancé par une fusée aéroportée Pegasus XL pour mener une étude des nuages polaires de la mésosphère, les nuages noctulescents

### Engins expérimentaux
Le 28 juin une fusée Dnepr place en orbite un prototype d'habitat gonflable Genesis II  réalisé par Bigelow Aerospace sur la base du module Transhab développé par la NASA.

### Vols habités
Cinq vols avec équipage ont lieu tous à destination de la Station spatiale internationale. Deux vols de du vaisseau Soyouz sont chargés de la relève de l'équipage permanent de la station : Soyouz TMA-10 lancé le 7 avril transporte l'équipage de Expédition 15 ainsi que le touriste spatial Charles Simonyi. Le vaisseau Soyouz TMA-11 lancé le 10 octobre transporte l'équipage de l'Expédition 16 dont le premier astronaute malais Sheikh Muszaphar Shukor. L'équipage de la station est pour la première fois commandée par une femme, l'astronaute américain
Peggy Whitson.  Trois vols de la Navette spatiale américaine amènent des composants de la station pour son assemblage ainsi que des pièces détachées et du ravitaillement. La mission STS-117 lancée le 8 juin transporte la Poutre S3/4. En aout STS-118 amène la poutre Poutre S5 et est la dernière utilisation du module Spacehab utilisé pour transporter des pièces détachées. Enfin le 25 octobre STS-120 emporte le
nœud 2 Harmony premier module pressurisé assemblé à la station depuis septembre 2001.

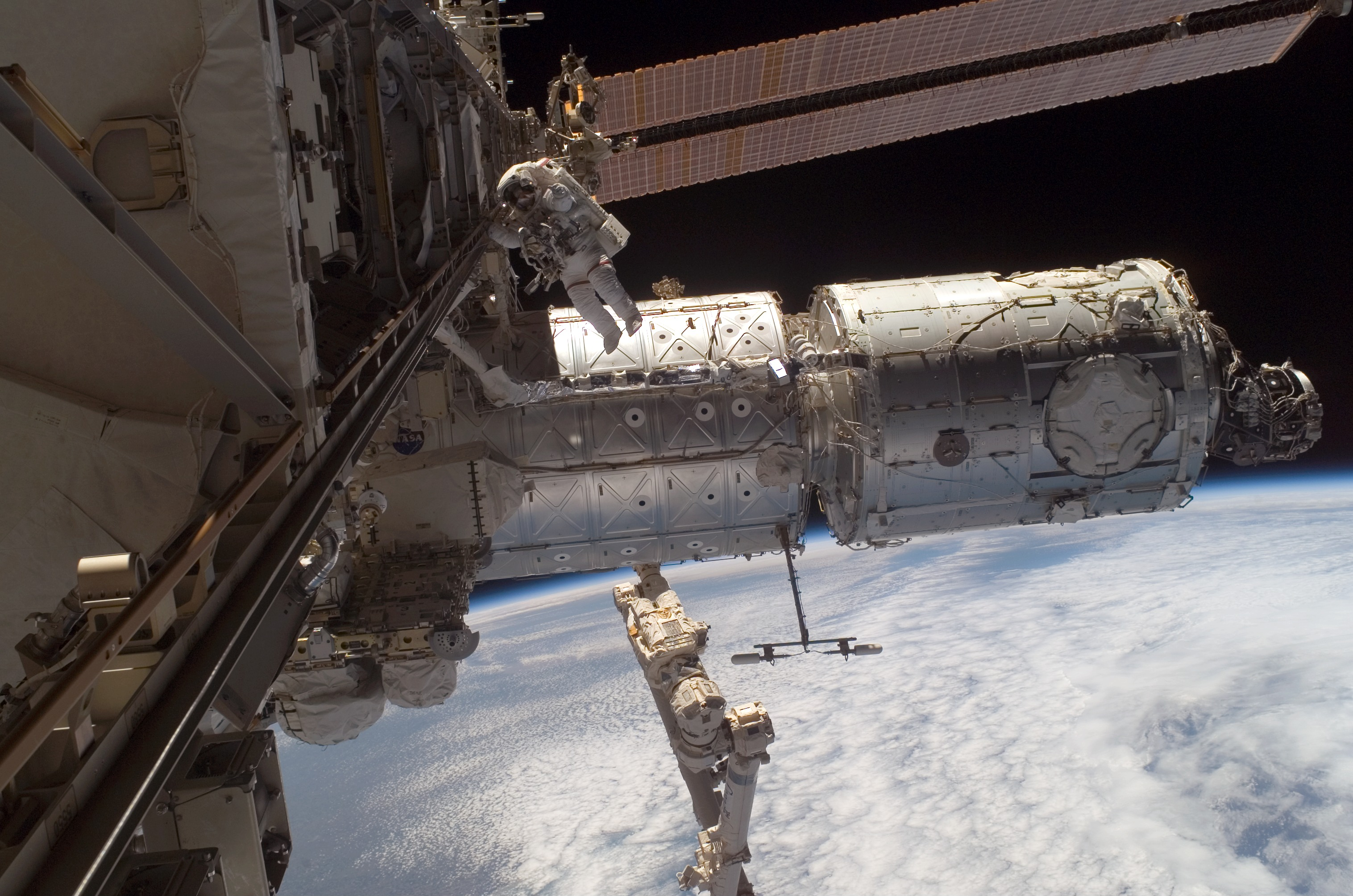
Le nœud  Harmony   assemblé en 2007 à la station spatiale internationale.
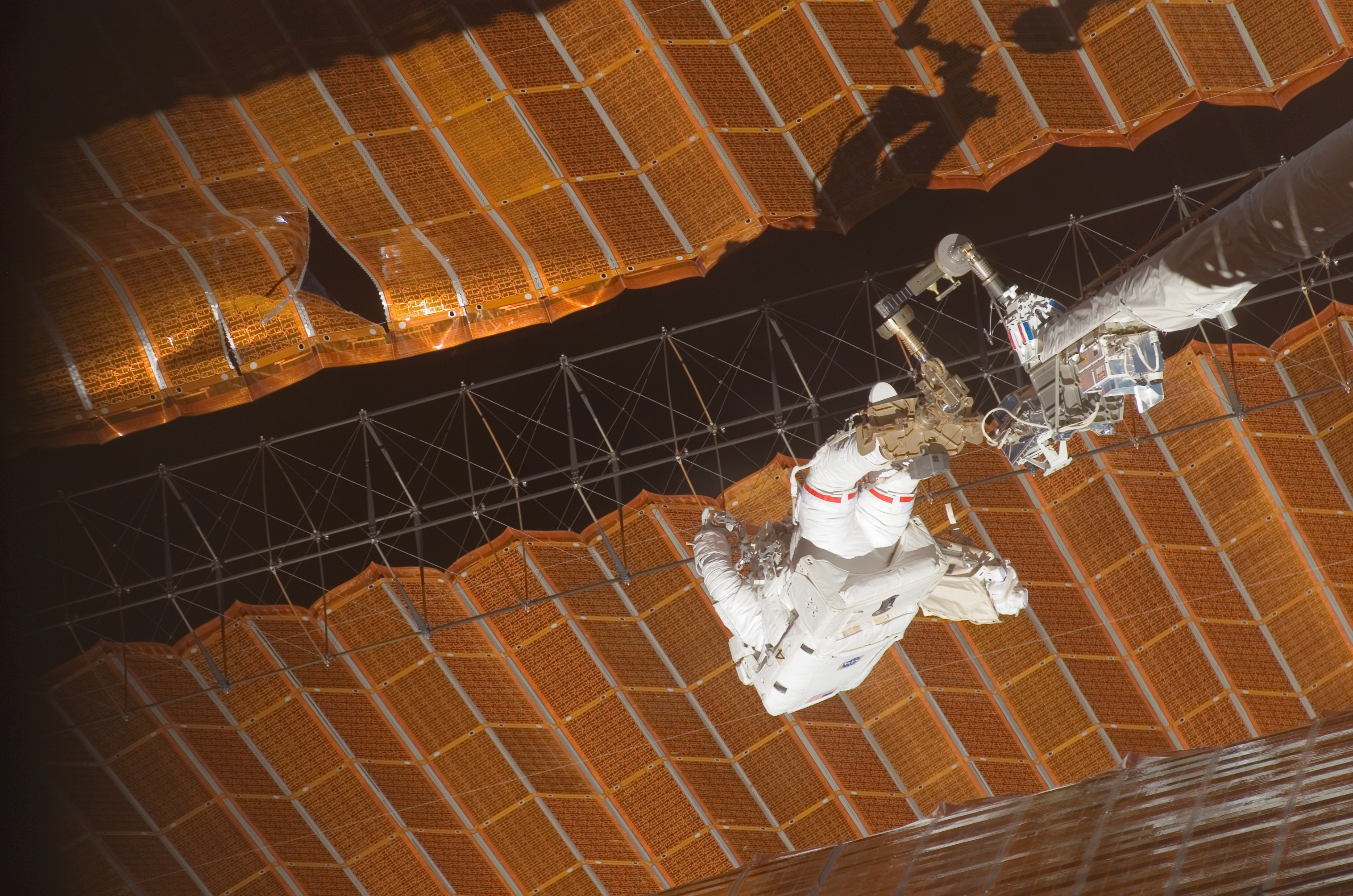
Scott Parazynski de l'équipage de la mission STS-120 effectue une réparation sur le panneau solaire de la Station spatiale internationale.
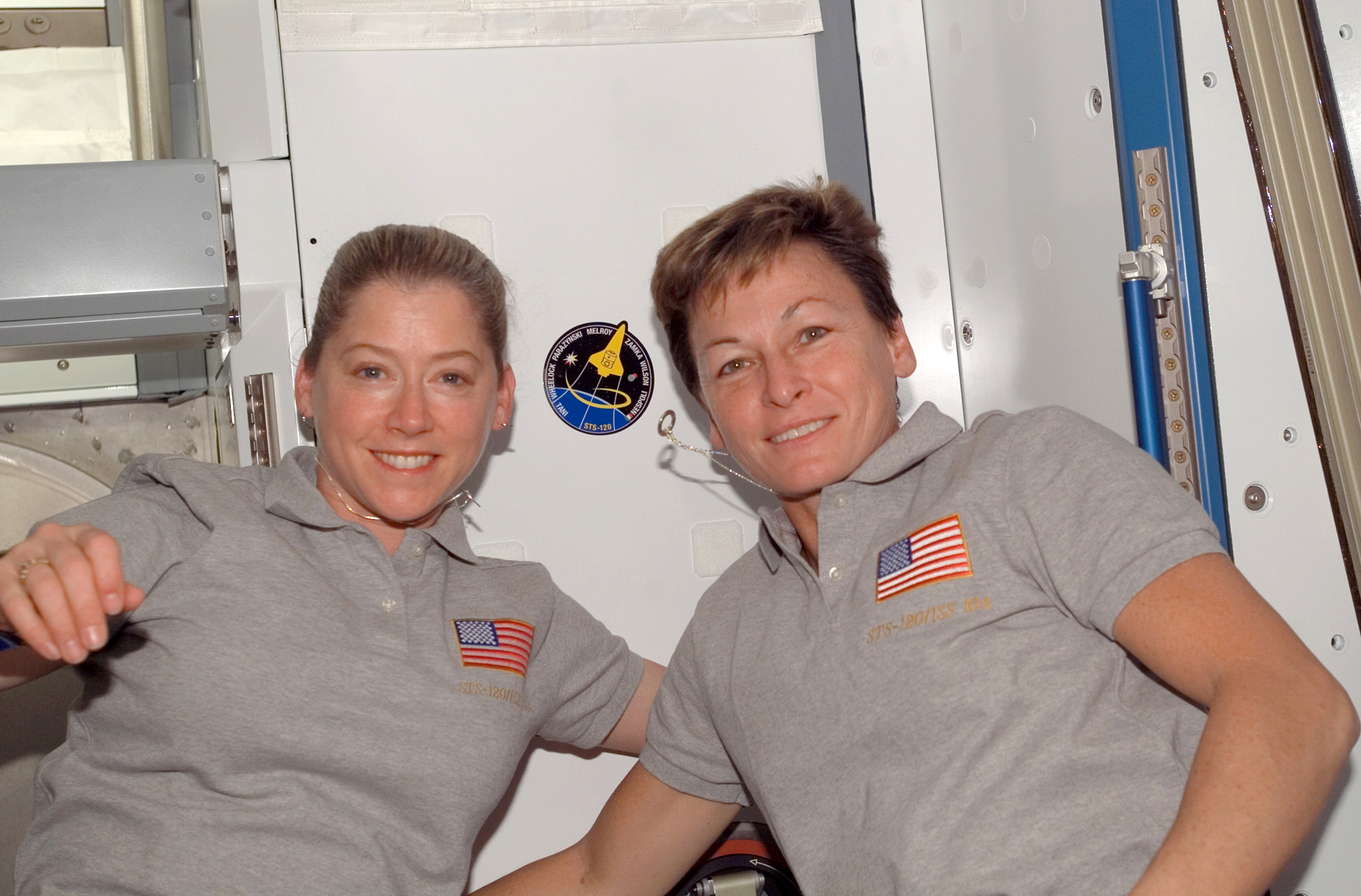
Peggy Whitson première femme commandant d'un équipage de la Station spatiale internationale photographiée avec Pamela Melroy pilote et commandant de la mission STS120.

### Nouveaux lanceurs, échecs, retraits du service
Le 30 janvier la fusée Zenit-3SL explose au décollage à la suite de l'ingestion de débris par la turbopompe d'un de ses moteurs. La plate-forme Ocean Odyssey utilisée pour le lancement est gravement endommagée par l'explosion. Le 2 septembre le lanceur indien GSLV  chargé de placer un satellite de télécommunications indien de télécommunications ne parvient pas à atteindre l'orbite visée réduisant la durée opérationnelle du satellite. Le 6 septembre le second étage du lanceur russe Proton ne parvient pas à séparer du reste du lanceur entrainant la   perte du satellite de communication japonais JCSat 11. La pollution générée par la chute du lanceur sur le sol du Kazakhstan conduit ce pays à suspendre les lancements depuis Baïkonour située sur son territoire.

### Divers
Le 11 janvier la Chine  teste  un dispositif anti-satellite qui est placé en orbite puis lancé sur un ancien satellite météo Fengyun 1C. Le test a produit plus de 1500 débris spatiaux et déclenche la protestation de plusieurs pays.

## Chronologie

### Janvier
- 10 janvier : lancement réussi d'une fusée PSLV de l'ISRO transportant quatre satellites, dont la première capsule spatiale expérimentale indienne.
- 11 janvier : test d'un dispositif anti-satellite par la Chine sur un ancien satellite météo Fengyun 1C. Le test a produit plus de 1500 débris spatiaux.
- 18 janvier : lancement avec succès d'une fusée Soyouz de la RKA depuis Baïkonour, transportant un véhicule spatial Progress destiné à réapprovisionner la Station spatiale internationale
- 22 janvier : récupération réussie pour la SRE-1, première capsule spatiale expérimentale indienne lancée 12 jours plus tôt;
- 30 janvier : explosion d'une fusée Zenit sur sa plate-forme navale de lancement Odyssey (Zenit est exploitée par la compagnie Sea Launch).

### Février
- 2 février : lancement avec succès d'une fusée Longue Marche 2F chinoise transportant un satellite du programme Beidou.
- 17 février : lancement avec succès de la constellation de satellites THEMIS de la Nasa par une fusée Delta II.
- 24 février : lancement réussi de satellites d'observation IGS par une fusée H-IIA de l'Agence d'exploration aérospatiale japonaise
- 25 février : premier lancement spatial (suborbital) scientifique de l'Iran par un missile Shahab-3.
- 25 février : survol de Mars par la sonde Rosetta [1].
- 28 février : la sonde New Horizons (à destination de Pluton) survole Jupiter, dont elle photographie l'atmosphère et plusieurs satellites.

### Mars
- 9 mars  : lancement d'un groupe de satellites militaires de recherche américains par une fusée Atlas V.
- 11 mars : premier lancement de l'année pour Ariane 5 ECA qui met en orbite deux satellites : Skynet 5A et INSAT-4B (en)

### Avril
- 7 avril : lancement de la mission Soyouz TMA-10 transportant trois cosmonautes.
- 9 avril : lancement du satellite Anik F3 par une fusée Proton.
- 10 avril : Création de Thales Alenia Space, à la suite de la reprise des actifs d'Alcatel dans Alcatel Alenia Space. Le siège social s'installe dans l'établissement de Cannes.
- 11 avril : lancement du satellite Haiyang-1B par une fusée Longue Marche 2C.
- 13 avril : lancement de satellites de navigation, de communication et de recherche par une fusée Longue Marche 3A.
- 17 avril: lancement par une fusée Dnepr-1 d'un ensemble de 14 satellites (Égypte, Arabie saoudite, Colombie, États-Unis). L'un des satellites des États-Unis (MAST) est constitué de deux satellites reliés par un câble
- 23 avril : lancement du satellite italien AGILE par une fusée indienne PSLV. Le satellite est équipé d'un télescope pour étudier les rayons gamma.
- 24 avril : lancement par une fusée Minotaur d'un satellite expérimental NFIRE (Near Field Infrared Experiment) de l'USAF
- 25 avril : lancement de la mission AIM de la NASA par une fusée Pegasus XL[2]

### Mai
- 4 mai : lancement des satellites Astra 1L et Galaxy 17 (en)  par une fusée Ariane V.
- 12 mai : lancement d'un cargo Progress par une fusée Soyouz-U.
- 13 mai : lancement du satellite NigComSat-1 par une fusée Longue Marche 3B.
- 25 mai : lancement des satellites Yaogan-II et Zheda PiXing-1 par une fusée Longue Marche 2D.
- 29 mai : lancement de quatre satellites Globalstar par une fusée Soyouz-FG depuis de cosmodrome de Baïkonour.
- 31 mai : lancement du satellite Sinosat-3 par une fusée Longue Marche 3A, établissement le 100e lancement d'une fusée Longue marche.

### Juin
- 6 juin : survol de Vénus par la sonde MESSENGER.
- 7 juin : lancement du satellite militaire Kosmos 2427 par une fusée Soyouz-U.
- 8 juin :
  - Lancement du satellite COSMO-1 par une fusée Delta II.
  - Lancement de la mission STS-117 de la navette spatiale Atlantis.
- 10 juin : lancement du satellite militaire Ofeq-7 par une fusée Shavit-2.
- 15 juin :
  - Lancement du satellite TerraSAR-X par une fusée Dnepr.
  - Lancement des satellites NOSS 3-4A et 3-4B par une fusée Atlas V.
- 28 juin : lancement du satellite Genesis II par une fusée Dnepr.
- 29 juin : lancement du satellite Kosmos 2428 par une fusée Zenit-2M.

### Juillet
- 2 juillet : lancement du satellite SAR-Lupe-2 par une fusée Kosmos-3M.
- 5 juillet : lancement du satellite Chinasat-6B par une fusée Longue Marche 3B.
- 7 juillet : lancement du satellite DirecTV-10 par une fusée Proton.

### Août
- 4 août : lancement de la sonde Phoenix depuis Cap Canaveral à destination de Mars.

### Septembre
- 6 septembre : échec du lancement de la fusée russe Proton depuis le cosmodrome de Baïkonour au  Kazakhstan entraînant la perte du satellite de communication japonais JCSAT-11 (en). Le Kazakhstan suspend les lancements.
- 7 septembre : lancement prévu de la mission Dawn de la NASA[3].
- 14 septembre : lancement de la sonde japonaise Kaguya (Selene) vers la Lune

### Octobre
- 20 octobre : lancement de quatre satellites Globalstar par une fusée Soyouz-FG depuis de cosmodrome de Baïkonour[4].
- 23 octobre : la navette Discovery décolle de Cap Canaveral pour l'ISS à 17h38 (heure de Paris) avec 7 membres d'équipage.
- 24 octobre : lancement de la sonde lunaire chinoise Chang'e 1   par une fusée Longue Marche 3A.

### Novembre
- 13 novembre : Survol de la Terre par la sonde Rosetta.
- 14 novembre : lancement du 50e Spacebus[5] (le satellite Star One C1, un Spacebus 3000B3) par une Ariane 5 à Kourou.
- 26 novembre : Lancement prévu des 5 satellites de la constellation RapidEye par une fusée Dnepr. Reporté en mai-juin 2008

### Décembre
- 14 décembre : lancement du satellite Radarsat-2 par une fusée Soyouz-FG depuis de cosmodrome de Baïkonour[4].
- 21 décembre : lancement du Premier satellite de télécommunications panafricain, Rascom-QAF1, un Spacebus 4000B3[6].
- 31 décembre : Survol de la Terre par la sonde Deep Impact.

### Vols orbitaux

#### Par pays
| Pays       | Lancements | Succès | Échecs | Échecs partiels | Remarques  |
| ---------- | ---------- | ------ | ------ | --------------- | ---------- |
| Chine      | 10         | 10     | 0      | 0               |            |
| États-Unis | 19         | 17     | 1      | 1               |            |
| Europe     | 6          | 6      | 0      | 0               |            |
| Inde       | 3          | 2      | 0      | 1               |            |
| Israël     | 1          | 1      | 0      | 0               |            |
| Japon      | 2          | 2      | 0      | 0               |            |
| Norvège    | 1          | 0      | 1      | 0               | Sea Launch |
| Russie/CEI | 26         | 25     | 1      | 0               |            |
| Total      | 68         | 63     | 3      | 2               |            |

#### Par lanceur
| Lanceur             | Pays       | Lancements | Succès | Échecs | Échecs partiels | Remarques                           |
| ------------------- | ---------- | ---------- | ------ | ------ | --------------- | ----------------------------------- |
| Ariane 5ECA         | Europe     | 4          | 4      | 0      | 0               |                                     |
| Ariane 5GS          | Europe     | 2          | 2      | 0      | 0               |                                     |
| Atlas V             | États-Unis | 4          | 3      |        | 1               | Premier lancement de la version 421 |
| Delta II            | États-Unis | 8          | 8      | 0      | 0               |                                     |
| Delta IV            | États-Unis | 1          | 1      | 0      | 0               |                                     |
| Dnepr-1             | Ukraine    | 3          | 3      | 0      | 0               |                                     |
| Falcon 1            | États-Unis | 1          | 0      | 1      | 0               |                                     |
| GSLV                | Inde       | 1          | 0      | 0      | 1               |                                     |
| H-IIA               | Japon      | 2          | 2      | 0      | 0               |                                     |
| Kosmos-3M           | Russie     | 3          | 3      | 0      | 0               |                                     |
| Longue Marche 2C    | Chine      | 1          | 1      | 0      | 0               |                                     |
| Longue Marche 2D    | Chine      | 1          | 1      | 0      | 0               |                                     |
| Longue Marche 3A    | Chine      | 4          | 4      | 0      | 0               |                                     |
| Longue Marche 3B/3E | Chine      | 2          | 2      | 0      | 0               |                                     |
| Longue Marche 4B    | Chine      | 1          | 1      | 0      | 0               |                                     |
| Longue Marche 4C    | Chine      | 1          | 1      | 0      | 0               |                                     |
| Minautor I          | États-Unis | 1          | 1      | 0      | 0               |                                     |
| Molniya             | Russie     | 1          | 1      | 0      | 0               |                                     |
| Navette spatiale    | États-Unis | 3          | 3      | 0      | 0               |                                     |
| Proton-K            | Russie     | 1          | 1      | 0      | 0               |                                     |
| Proton-M            | Russie     | 5          | 4      | 1      | 0               |                                     |
| PSLV                | Inde       | 2          | 2      | 0      | 0               |                                     |
| Shavit-2            | Israël     | 1          | 1      | 0      | 0               | Premier vol                         |
| Soyouz-FG           | Russie     | 2          | 2      | 0      | 0               |                                     |
| Soyouz-FG / Fregat  | Russie     | 3          | 3      | 0      | 0               |                                     |
| Soyouz-U            | Russie     | 6          | 6      | 0      | 0               |                                     |
| Zenit               | Ukraine    | 2          | 1      | 1      | 0               |                                     |

#### Par site de lancement
| Site           | Pays                | Lancements | Succès | Échecs | Échecs partiels | Remarques                                         |
| -------------- | ------------------- | ---------- | ------ | ------ | --------------- | ------------------------------------------------- |
| Baïkonour      | Kazakhstan          | 20         | 19     | 1      | 0               |                                                   |
| Cape Canaveral | États-Unis          | 10         | 9      | 0      | 1               |                                                   |
| Dombarovski    | Russie              | 1          | 1      | 0      | 0               |                                                   |
| Jiuquan        | Chine               | 1          | 1      | 0      | 0               |                                                   |
| Kennedy        | États-Unis          | 3          | 3      | 0      | 0               |                                                   |
| Kodiak         | États-Unis          | 1          | 0      | 1      | 0               |                                                   |
| Kourou         | France              | 6          | 6      | 0      | 0               |                                                   |
| MARS           | États-Unis          | 1          | 1      | 0      | 0               |                                                   |
| Ocean Odyssey  | Sea Launch (privée) | 1          | 0      | 1      | 0               | Plateforme endommagée par l'explosion de la fusée |
| Palmachim      | Israël              | 1          | 1      | 0      | 0               |                                                   |
| Plessetsk      | Russie              | 5          | 5      | 0      | 0               |                                                   |
| Satish Dhawan  | Inde                | 3          | 2      | 0      | 1               |                                                   |
| Taiyuan        | Chine               | 3          | 3      | 0      | 0               |                                                   |
| Tanegashima    | Japon               | 2          | 2      | 0      | 0               |                                                   |
| Vandenberg     | États-Unis          | 4          | 4      | 0      | 0               | 1 lancement par avion porteur                     |
| Xichang        | Chine               | 6          | 6      | 0      | 0               |                                                   |

#### Par type d'orbite
| Orbite                 | Lancements | Succès | Échecs | Orbite atteinte involontairement | Remarques                                                                             |
| ---------------------- | ---------- | ------ | ------ | -------------------------------- | ------------------------------------------------------------------------------------- |
| Basse                  | 37         | 36     | 1      | 0                                | 9 vers la station spatiale internationale                                             |
| Moyenne                | 5          | 5      | 0      | 0                                |                                                                                       |
| Haute                  | 19         | 17     | 2      | 0                                | dont Molnia, orbite de transfert vers la Lune, orbite elliptique à forte excentricité |
| Géosynchrone/transfert | 5          | 5      | 0      | 0                                |                                                                                       |
| Héliocentrique         | 2          | 2      | 0      | 0                                | dont orbite de transfert interplanétaire                                              |

## Survols et contacts planétaires
| Date         | Sonde spatiale      | Événement                             | Remarque                                                   |
| ------------ | ------------------- | ------------------------------------- | ---------------------------------------------------------- |
| 13 janvier   | Cassini-Huygens     | 23e survol de Titan                   | 950 km de distance                                         |
| 29 janvier   | Cassini             | 24e survol de Titan                   | Distance : 2 775 km                                        |
| 22 février   | Cassini             | 25e survol de Titan                   | Distance : 953 km                                          |
| 25 février   | Rosetta             | survol de Mars                        | Manœuvre d'assistance gravitationnelle                     |
| 28 février   | New Horizons        | survol de Jupiter                     | Manœuvre d'assistance gravitationnelle                     |
| 10 mars      | Cassini             | 26e survol de Titan                   | Distance : 956 km                                          |
| 26 mars      | Cassini             | 27e survol de Titan                   | Distance : 953 km                                          |
| 10 avril     | Cassini             | 28e survol de Titan                   | Distance : 951 km                                          |
| 26 avril     | Cassini             | 29e survol de Titan                   | Distance : 951 km                                          |
| 12 mai       | Cassini             | 30e survol de Titan                   | Distance : 950 km                                          |
| 28 mai       | Cassini             | 31e survol de Titan                   | Distance : 2 425 km                                        |
| 5 juin       | MESSENGER           | 2e survol de Vénus                    | Manœuvre d'assistance gravitationnelle ; Distance : 338 km |
| 13 juin      | Cassini             | 32e survol de Titan                   | Distance : 950 km                                          |
| 29 juin      | Cassini             | 33e survol de Titan                   | Distance : 1 942 km                                        |
| 19 juillet   | Cassini             | 34e survol de Titan                   | Distance : 1 302 km                                        |
| 30 août      | Cassini             | survol de Rhéa                        | Distance : 5 100 km                                        |
| 31 août      | Cassini             | 35e survol de Titan                   | Distance : 3 227 km                                        |
| 10 septembre | Cassini             | survol de Japet                       | Distance : 1 000 km                                        |
| 2 octobre    | Cassini             | 36e survol de Titan                   | Distance : 950 km                                          |
| 3 octobre    | Kaguya              | Insertion en orbite autour de la Lune |                                                            |
| 5 novembre   | Chang'e 1           | Insertion en orbite autour de la Lune |                                                            |
| 13 novembre  | Rosetta             | 2e survol de la Terre                 |                                                            |
| 19 novembre  | Cassini             | 37e survol de Titan                   | Distance : 950 km                                          |
| 5 décembre   | Cassini             | 38e survol de Titan                   | Distance : 1 300 km                                        |
| 20 décembre  | Cassini             | 39e survol de Titan                   | Distance : 953 km                                          |
| 31 décembre  | Deep Impact (EPOXI) | survol de la Terre                    | Distance : 15 566 km                                       |

### Sources
- (en) Jonathan McDowell, « Jonathan's Space Report », Jonathan's Space Page
- (en) Gunter Krebs, « Chronology of Space Launches », Gunter's Space Page
- (en) « SPACE FLIGHT 2007 - The Year in Review », NASA